# 利特爾菲爾德鎮區 (密歇根州)
利特爾菲爾德鎮區（英語：Littlefield Township）是位於美國密歇根州埃米特縣的一個行政鎮區。

## 地方資料
利特爾菲爾德鎮區的面積為63.60平方千米，當中陸地面積為56.30平方千米，而水域面積為7.30平方千米。根據2020年美國人口普查的數據，當地共有人口3200人，而人口密度為每平方千米50.31人。